# Белянчиков, Глеб Павлович
Глеб Павлович Белянчиков (20 июля 1921, Москва — 6 марта 1994, Москва) — советский игрок в хоккей с мячом и с шайбой, вратарь.

## Биография
Начал заниматься хоккеем с мячом в 1934 году в секции Стадиона юных пионеров. В 1942—1945 годах выступал за московское «Динамо». Чемпион Москвы (1945), обладатель Кубка Москвы (1944).
Участник Великой Отечественной войны. Награждён Орденом Отечественной войны II степени (1985).
В 1946 году перешёл в московский «Спартак». В сезоне 1946/47 выступал в хоккее с шайбой и стал третьим призёром чемпионата СССР, сыграв первые три матча своей команды. В 1948 году, оставаясь в «Спартаке», вернулся в хоккей с мячом, стал финалистом Кубка СССР 1948 года, а в 1952 году участвовал в матчах высшей лиги.
Окончил Московский автомеханический институт (1946). С 1947 года работал во ВНИИ по переработке нефти. Кандидат технических наук.
Скончался в Москве 6 марта 1994 года на 73-м году жизни.